# Clotilde Essiane
Clotilde Essiane Aka'a Junior, née le 6 août 1985 à Yaoundé, est une boxeuse et footballeuse camerounaise, ayant aussi représenté la Guinée équatoriale.

## Carrière

### Football
Clotilde Essiane marque 17 buts pour le TKC, un club camerounais évoluant au niveau provincial en 2004.
Elle devait faire ses débuts en équipe du Cameroun lors du championnat d'Afrique féminin de football 2004 en Afrique du Sud, mais subit une déchirure à la cuisse gauche durant le stage de préparation. En 2006, elle joue pour le club équatoguinéen de Las Vegas. Elle est naturalisée par la Guinée équatoriale et joue pour son équipe nationale, participant notamment au championnat d'Afrique féminin de football 2006 au Nigeria, où elle marque trois buts en phase de groupes (un contre le Nigeria le 28 octobre 2006 et deux contre l'Algérie le 3 novembre 2006). Elle marque un doublé au premier tour retour du tournoi pré olympique féminin de la CAF 2008 contre l'Afrique du Sud le 11 mars 2007.

### Boxe amateur
Clotilde Essiane quitte la Guinée équatoriale pour l'Afrique du Sud, espérant faire un bond dans sa carrière footballistique. N'arrivant pas à avoir une situation stable, elle se tourne vers la boxe. Elle a aussi pratiqué le MMA.
Clotilde Essiane est sacrée championne d'Afrique de boxe amateur dans la catégorie des moins de 75 kg aux championnats d'Afrique de boxe amateur 2017 à Brazzaville.
Elle est la porte-drapeau de la délégation camerounaise aux Jeux du Commonwealth de 2018 à Gold Coast et remporte la médaille de bronze dans la catégorie des moins de 70 kg aux championnats d'Afrique de boxe amateur 2022 à Maputo.